# Lenka Kripac
Lenka Eden Kripac, född 19 mars 1978 i Bega, är en australisk singer-songwriter och skådespelare.
Kripac har över 40 miljoner spelningar med låten "Blue Skies" på Youtube. 2015 gjorde Revoke en mix med låten "Blue Skies" som genast fick ett stort genombrott inom e-sport och även på Twitch Tv.

## Diskografi

### Album
- 2008: Lenka
- 2011: Two
- 2013: Shadows
- 2015: The Bright side
- 2017: Attune

### Singlar
- 2008: "Trouble Is a Friend"
- 2008: "Gravity Rides Everything"
- 2009: "We Will Not Grow Old"
- 2009: "Knock Knock"
- 2009: "Don’t Let Me Fall"
- 2010: "Roll with the Punches"
- 2010: "Sunrise" (med Schiller, Album Atemlos)
- 2010: "Addicted" (med Schiller, Album Atemlos)
- 2011: "Heart Skips a Beat"
- 2011: "Everything at Once"
- 2011: "Two"

### Med Decoder Ring
- 2004: Somersault
- 2005: Fractions